# Lacosteopsis
Genre
Lacosteopsis est un genre obsolète de la famille des Hyménophyllacées.

## Liste des espèces
Le genre ne comprend que douze espèces (IPNI - The international plant names index à la date de mars 2013) :
- Lacosteopsis auriculata (Blume) Nakaike (1975) : voir Vandenboschia auriculata (Blume) Copel.
- Lacosteopsis birmanicum (Bedd.) Shmakov (2009) : voir Vandenboschia birmanica (Bedd.) Ching
- Lacosteopsis liukiuensis (Y.Yabe) Nakaike (1975) : voir Vandenboschia liukiuensis (Y.Yabe) Tagawa
- Lacosteopsis maxima (Blume) Nakaike (1975) : voir Vandenboschia maxima (Blume) Copel.
- Lacosteopsis naseana (Christ) Nakaike (1992) : voir Vandenboschia naseana (Christ) Ching
- Lacosteopsis orientalis (C.Chr.) Nakaike (1975) : voir Vandenboschia orientalis (C.Chr.) Ching
  - Lacosteopsis orientalis var. abbrieviata (Christ) Nakaike 1975 : voir Vandenboschia radicans var. abbreviata (Christ) Sa.Kurata
  - Lacosteopsis orientalis var. angustata (Christ) Nakaike 1975 : voir Vandenboschia radicans var. angustata (Christ) K.Iwats.
  - Lacosteopsis orientalis var. naseana (Christ) Nakaike 1975 : voir Vandenboschia naseana (Christ) Ching
- Lacosteopsis subclathrata (K.Iwats.) Nakaike (1975) : voir Vandenboschia subclathrata K.Iwats.
- Lacosteopsis titubuensis[1] (H.Ito) Nakaike (1975) : voir Crepidomanes schmidtianum (Zenker ex Taschner) K.Iwats.

## Historique et position taxinomique
Karl Anton Eugen Prantl crée, en 1875, dans le genre Trichomanes, la section Lacosteopsis. Il fait de Trichomanes luschnathianum C.Presl (Vandenboschia rupestris (Raddi) Ebihara & K.Iwats.) l'espèce type de cette section. Le nom de cette section est une dédicace à Cornelius Marinus van der Sande Lacoste, botaniste hollandais (1815-1887).
En 1938, Edwin Bingham Copeland classe toutes les espèces de la section dans le genre Vandenboschia (leur position actuelle), genre qu'il crée à l'occasion.
En 1968, Conrad Vernon Morton en fait une section du sous-genre Trichomanes du genre Trichomanes. Il y place presque toutes les espèces du genre actuel Vandenboschia (de ses deux sous-genres) mais aussi des espèces des genres Abrodictyum, Polyphlebium et Crepidomanes (sous-genres Crepdidomanes et Nesopteris) (avec aussi une espèce Trichomanes beckeri H.Krause ex Phil. = Hymenophyllum tortuosum var. beckeri (H.Krause ex Phil.) Espinosa reclassée actuellement dans le genre Hymenophyllum, sous-genre Myrmecostylum). La section définie ainsi par Conrad Vernon Morton est particulièrement hétérogène.
En 1975, Toshiyuki Nakaike en fait un genre à part entière,.
En 1985, Kunio Iwatsuki reclasse la majorité des espèces dans le genre Crepidomanes
En 2006, Atsushi Ebihara, Jean-Yves Dubuisson, Kunio Iwatsuki, Sabine Hennequin et Motomi Ito en font un sous-genre du genre Vandenboschia, sous-genre dont l'espèce-type - Vandenboschia rupestris (Raddi) Ebihara & K.Iwats. - est synonyme de Trichomanes luschnathianum C.Presl, espèce-type de la section de Prantl ; toutes les espèces reclassées par Nakaike se retrouvent dans le genre Vandenboschia sauf une dans le genre Crepidomanes.
Le genre Lacosteopsis est donc synonyme partiel de :
- Vandenboschia subgen. Vandenboschia (espèces Lacosteopsis birmanicum (Bedd.) Shmakov, Lacosteopsis liukiuensis (Y.Yabe) Nakaike, Lacosteopsis maxima (Blume) Nakaike, Lacosteopsis naseana (Christ) Nakaike, Lacosteopsis orientalis (C.Chr.) Nakaike et ses variétés, Lacosteopsis subclathrata (K.Iwats.) Nakaike)
- Vandenboschia sous genre Lacosteopsis (espèce Lacosteopsis auriculata (Blume) Prantl)
- Crepidomanes sous-genre Crepidomanes section Crepidomanes (espèce : Lacosteopsis titubuensis (H.Ito) Nakaike)